# Irène Paléologue
Ne doit pas être confondu avec Irène (impératrice de Trébizonde).
Pour la princesse byzantine, voir Irène Paléologue (fille d'Andronic II).
Irène Paléologue était l'épouse de l'empereur byzantin Mathieu Cantacuzène.

## Biographie
Irène était une fille du despote Démétrios Paléologue et sa femme Théodora. Ses grands-parents paternels étaient Andronic II Paléologue et sa seconde épouse Irène de Montferrat. 
Le 26 octobre 1341 son beau-père Jean VI a été couronné empereur à Didymoteicho. Son rival Jean V Paléologue est un petit-cousin d'Irène et règne à Constantinople. La guerre civile entre eux dure jusqu'en 1347. Le 3 février 1347, les deux parties parviennent à un accord. Jean VI a été accepté comme empereur senior avec Jean V comme son co-empereur junior.
Le 15 avril 1353, Mathieu est nommé co-empereur, ce qui ranime le conflit entre Jean V et Jean VI la nomination de Mathieu étant perçue comme une tentative de Jean VI pour assurer sa succession. Irène devient ainsi la troisième impératrice au côté de sa belle-mère Irène Asanina (épouse de Jean VI) et de sa belle-sœur Hélène Cantacuzène (épouse de Jean V).
Le 4 décembre 1354, Jean VI abdique et se retire avec son épouse dans des monastères, tandis que Jean V s'assure le contrôle de Constantinople. Mathieu conserve son titre d'empereur et règne sur une partie de la Thrace. En février 1356, Mathieu et Irène sont capturés par les forces serbes et restent en captivité jusqu'à leur livraison à Jean V en décembre. Mathieu est alors forcé d'abdiquer l'année suivante. 

## Famille
Irène et Matthieu Cantacuzène se sont mariés en 1340.
Le couple a eu au moins cinq enfants: 
- Jean Cantacuzène (vers 1342 - après 1361), despote.
- Démétrios Cantacuzène (vers 1343 - 1383), sébastocrator et brièvement despote de Morée.
- Théodora Cantacuzène, présumée religieuse
- Hélène Cantacuzène, mariée au comte de Salona Louis Frédéric d'Aragon, un descendant d'Alphonse Fadrique. Elle assume la régence de Salona de 1382 à 1394.
- Maria Cantacuzène, mariée à Jean Lascaris Kalopheros, sénateur du royaume de Chypre.

## Source de la traduction
- (en) Cet article est partiellement ou en totalité issu de l’article de Wikipédia en anglais intitulé « Irene Palaiologina (Byzantine empress) » (voir la liste des auteurs).